# Alfred Barkach
Alfred Barkach (né le 2 mars 1997) est un athlète kényan, spécialiste des courses de fond.

## Biographie
Le 17 mars 2018, Alfred Barkach remporte les Championnats d'Afrique de cross-country dans le temps de 30 min 47 s.

## Palmarès
| Date | Compétition                             | Lieu  | Résultat | Épreuve       |
| ---- | --------------------------------------- | ----- | -------- | ------------- |
| 2018 | Championnats d'Afrique de cross-country | Chlef | 1er      | Cross-country |

## Records
| Épreuve       | Performance    | Lieu          | Date            |
| ------------- | -------------- | ------------- | --------------- |
| 3 000 m       | 7 min 50 s 65  | Kingston      | 10 juin 2017    |
| 5 000 m       | 13 min 25 s 30 | Oordegem-Lede | 27 mai 2017     |
| 10 000 m      | 28 min 20 s 90 | Ostrava       | 28 juin 2017    |
| 10 kilomètres | 27 min 33 s    | Berlin        | 8 octobre 2017  |
| 15 kilomètres | 43 min 24 s    | 's-Heerenberg | 3 décembre 2017 |